# علي سوي
علي سوي (بالإنجليزية: Ali Sowe)‏ (14 يونيو 1994 ببانجول في غامبيا - ) هو لاعب كرة قدم غامبي في مركز الهجوم. شارك مع منتخب غامبيا لكرة القدم. أما مع النوادي، فقد لعب مع كييفو فيرونا ونادي بيسكارا ونادي ليتشي ونادي مودينا ولاتينا كالتشيو ويوفي ستابيا.

## روابط خارجية
- علي سوي على موقع اتحاد تركيا (لاعب) (الإنجليزية)
- علي سوي على موقع إي إس بي إن إف سي (الإنجليزية)
- علي سوي على موقع قاعدة بيانات كرة القدم.إي يو (الإنجليزية)
- علي سوي على موقع ناشيونال فوتبول تيمز (الإنجليزية)
- علي سوي على موقع Soccerway.com (الإنجليزية)
- علي سوي على موقع عالم كرة القدم.نت (الإنجليزية)
- علي سوي على موقع AS.com (الإسبانية)